# Cecca (maschera)
Cecca (in milanese Cècca) è un personaggio del teatro milanese, divenuto poi maschera della commedia dell'arte. È la moglie di Meneghino, altra celebre maschera milanese nonché uno dei simboli più famosi di Milano. 
Cecca, che è la forma dialettale e colloquiale di Francesca, è anche detta "Cècca di birlinghitt" per via dei fronzoli, nastri, guarnizioni di cui ama abbigliarsi. Insieme costituiscono la "classica" coppia milanese, "Meneghín e Cècca".

## Aspetto
L'abito indossato da Cecca è composto da un corsetto di velluto nero con pizzi bianchi e bottoni d'oro. La gonna è di panno color granata con palline bianche (altre fonti la vorrebbero di colore verde), mentre il grembiule è bianco. Le calze sono invece azzurre, mentre come calzatura indossa degli zoccoli in legno. Cecca indossa, sulle spalle, uno scialletto di tulle, mentre sulla testa ha collocata la tipica coroncina pieghettata di tradizione brianzola, la cosiddetta "guazza". 
Per la ricchezza dei suoi abiti, spesso impreziositi da fronzoli, nastri, guarnizioni, è anche soprannominata Cècca di birlinghitt (birlinghitt, in dialetto milanese, significa "fronzoli", "nastri", "guarnizioni"). Come Meneghino non indossa la maschera, a dimostrazione della sua autenticità e onestà.

## Caratterizzazione
Di carattere allegro e sorridente, è abile nel risolvere i problemi domestici grazie alla sua fantasia, alla sua buona volontà e alla sua abilità, capacità che usa per servire al meglio i suoi padroni e per aiutare Meneghino nel suo lavoro di servitore, mestiere che è anche quello di Cecca. 
Insieme costituiscono la "classica" coppia milanese "Meneghín e Cècca" che, con fantasia, volontà, sacrificio, abilità e spirito imprenditoriale, riesce sempre a far quadrare i conti di casa.